# Coenosia michinokuensis
Coenosia michinokuensis är en tvåvingeart som beskrevs av Shinonaga 2003. Coenosia michinokuensis ingår i släktet Coenosia och familjen husflugor. Inga underarter finns listade i Catalogue of Life.